# هربرت دیل
هربرت دیل (انگلیسی: Herbert Dale; ۱ ژانویهٔ ۱۸۶۷ – ۱ ژانویهٔ ۱۹۲۵) بازیکن فوتبال اهل پادشاهی متحد بریتانیای کبیر و ایرلند بود.
از باشگاه‌هایی که در آن بازی کرده‌است می‌توان به باشگاه فوتبال منچستر یونایتد اشاره کرد.